# Gerrit Bouwmeester
Gerrit Bouwmeester (* 11. August 1892 in Haarlem; † 1. Februar 1961) war ein niederländischer Fußballspieler.

## Karriere
Aus der Jugendmannschaft des HFC Haarlem hervorgegangen, rückte Bouwmeester 1908 in die erste Mannschaft auf, die in der Eerste Klasse West vertreten war. Während seiner Vereinszugehörigkeit bis 1914 erreichte er mit seiner Mannschaft das Finale um den nationalen Vereinspokal. Am 26. Mai 1912 bezwang er mit seiner Mannschaft Vitesse Arnheim mit 2:0 in Amsterdam. Später war er als Spieler des HVV Den Haag aktiv.
Für die Nationalmannschaft kam er einzig am 28. April 1912 in Dordrecht beim 4:3-Sieg im Freundschaftsspiel gegen die Nationalmannschaft Belgiens zum Einsatz.

## Erfolge
- KNVB-Pokal-Sieger 1912